# 羽田桃子
羽田 桃子（はねだ ももこ、1989年9月23日 - ）は、日本のAV女優。ハーレムエンターテイメント所属。
身長:158.5cm。スリーサイズ:B82(C)・W58・H83。

## 略歴
2010年10月にAVデビュー。
2010年12月にパラダイステレビの東京女子アナ商会第9回女子アナオーディションに合格。同チャンネルの女子アナウンサーとして2011年3月24日の番組終了まで活動した。

## 出演作品

### アダルトビデオ
2010年
- SOD女子社員新卒1年目きんすね監督の童貞のユーザー様限定!まさかの女子社員“筆おろし”スペシャル（12月7日、SODクリエイト)

2011年
- 加藤リナとエスカレートしすぎるドしろーと娘15人がイク！プレステージ的ファン感謝祭!! （1月1日、プレステージ)
- 誰も知らない③（1月8日、V&Rプロダクツ）
- 美人すぎる喫茶店の店員（1月28日、ケイ・エム・プロデュース）
- 読者モデルに憧れる制服○女をハメる　No9（2月4日、ゴーゴーズ）
- 制服美少女と性交（2月5日、ドリームチケット）
- 麗しの美人OL4時間 PREMIERE 5（2月11日、ケイ・エム・プロデュース）
- 公園へ行こう！ ～パンチラで男を誘うママたちの実態～（2月11日、ケイ・エム・プロデュース）
- 家庭教師とおしえご 密室の花園 Lesbian Lesson（3月7日、ビーフリー）
- 女将でございます。（3月11日、アットワンコミュニケーション）
- 兄妹近親姦 Sister File Vol.1 羽田桃子（3月15日、ワンズファクトリー）
- TVの子役オーディションに来た娘と父親が（恥）親子ラブシーン一転近親相姦（3月19日）
- 女囚調教レズビアン（4月7日、サディスティックヴィレッジ）
- 私は痴女 中に熱いのたくさんチョ~ダイ（4月9日、クリスタル映像）
- 昼間っから制服美少女と性交 2 完全なる着衣挿入 4時間（5月15日、ドリームチケット）
- コスプレ例大祭 2（5月27日、トータル・メディア・エージェンシー）
- マ・ン・キ・ツ（6月10日、LEO）
- レズキスチンポ3（6月14日、ラハイナ東海）
- まにあっく 制服美少女の淫行 CASE 04（6月15日、ワンズファクトリー）
- Ecstasy 美少女悶絶映像集（6月17日、悶（SEX Agent））
- お金ない癖に私立行かせたらこうなる見本（6月24日、BALTAN）
- ザーメンいじめスペシャル（7月7日、サディスティックヴィレッジ）
- 超・萌フェラ（7月15日、悶（SEX Agent））
- コスプレみるきぃ コスプレ美少女と性交（8月7日、みるきぃぷりん）
- 継母と亡夫の連れ子 レズビアン背徳躾け（8月19日、アンナと花子）
- 惜しげもなく大胆にブルマを見せつけてくるブルチラ女子校生（8月20日、ディープス）
- 淫尻授業 羽田桃子（8月19日、映天）
- 陵辱！女子校生拘束肉便器調教（8月20日、サディスティックヴィレッジ）
- 制服日記 3 断れない少女たち（8月20日、プラネットプラス）
- メコスジいぢり（9月1日、Fetishist/妄想族）
- 実録盗撮 美少女マニアの観察部屋 青春白書編 4（9月2日、RONDO BELL）
- ヲタク人形3 甘ロリ少女～もも～（9月13日、HERO）
- 口腔マニアックス 2 ～口の中が好き～（9月22日、KEU）
- 催眠彼女 -桃子 大学生 21才-（9月30日、催眠研究所）
- 魅惑のJK黒タイツ（10月25日、アロマ企画）
- 巨乳素人ハメ撮り図鑑 3 「今日って…、スルよね？」（10月28日、SLEAZY）
- 30歳なのに保健体育（11月11日、TMA）
- うつ伏せオナニー 4（11月13日、アロマ企画）
- ツインテールサイハイソックス娘しか見たくない！4時間（11月25日、TMA）
- 働くお姉さんのタイトスカート尻コキ（12月1日、Fetishist/妄想族）
- 乳首舐め娘（12月13日、アロマ企画）
- いもうとLOVE 30（12月15日、ケー・トライブ）

2012年
- パートで働く訳あり若妻は無理矢理チ○ポを押しつけられても断りきれない（1月7日、SWITCH（ヒビノ）
- 女王様スカウトオーディション 20（1月10日、健太郎）
- 学級委員長 生中出し（1月13日、TMA）
- 2人の あね 姉萌 もえ 優しい姉の温もりに抱かれて。 Vol.10（1月15日、ケー・トライブ
- サディスティックヴィレッジ強制陵辱イラマチオCOUNTDOWNBest50（1月19日、サディスティックヴィレッジ
- 極選4時間 私は痴女6（2月17日、クリスタル映像）
- アンナと花子4周年記念レズビアンBESTペニバン編（2月19日、アンナと花子）
- 2人の あね 姉萌 もえ 優しい姉の温もりに抱かれて。 Vol.12（3月15日、ケー・トライブ）
- 母子オナニー教育（4月1日、エマニエル）
- コスプレ例大祭 SP HD 8時間 （ブルーレイディスク）（4月27日、TMA）
- 美少女肉壷扱い（4月26日、ラマ）

## テレビ番組
- 東京女子アナ商会 （2010年12月 - 2011年3月、パラダイステレビ）